# Primula boni-auxilii
Primula boni-auxilii är en viveväxtart som beskrevs av A. Kress. Primula boni-auxilii ingår i släktet vivor, och familjen viveväxter. Inga underarter finns listade i Catalogue of Life.